# リチャード・ハレビーク
リチャード・ハレビーク（Richard Hallebeek、1969年8月2日 - 、ビルトホーフェン生まれ）は、オランダのフュージョン・ギタリストである。

## ディスコグラフィ

### ソロ・アルバム
- 『ジェネレーター』 - Generator (1994年) ※リチャード・ハレビーク、アンティ・コティコスキ (Richie & Antti)名義
- 『リチャード・ハレビーク・プロジェクト』 - Richard Hallebeek Project (2004年) ※旧邦題『RHP』
- 『RHP II:ペイン・イン・ザ・ジャズ』 - Richard Hallebeek Project II: Pain in the Jazz (2013年) ※旧邦題『RHPII』
- 『ワン・ヴォイス』 - One Voice (2017年)

### 参加アルバム
- René Engel : Nostalgia (1997年)
- René Engel : Spheres Of Samarkand (1998年)
- Isotope : Perception Of The Beholder (2002年)
- Attitude : Overflowing (2002年)
- Lalle Larsson : Until Never (2014年)
- イェルン・ヴァン・ヘルスディンゲン・バンド : 『地獄!』 - Hels! (2019年)[1]